# أنتوني كينغ (كرة سلة)
أنتوني كينغ (بالإنجليزية: Anthony King)‏ مواليد 22 يناير 1985 في درم، هو لاعب كرة سلة أمريكي. بدأ مسيرته الاحترافية في سنة 2008. يلعب مع راين ستارز كولن في الدوري الألماني لكرة السلة الدرجة الثانية كلاعب وسط. يبلغ طوله 6 قدم 9.5 بوصة (2.1 م).

## المسيرة الاحترافية
لعب مع سكايلاينرز فرانكفورت في الدوري الألماني في موسم 2008–2009، ثم لعب مع أرتلاند دراغونز من سنة 2011 إلى 2015، ثم لعب مع عنتاب لكرة السلة في الدوري التركي في موسم 2015–2016، ثم لعب مع راين ستارز كولن في سنة 2016.

## روابط خارجية
- أنتوني كينغ على موقع الاتحاد الدولي لكرة السلة (الإنجليزية)
- أنتوني كينغ على موقع الدوري الأوروبي لكرة السلة (الإنجليزية)
- أنتوني كينغ على موقع كرة السلة الأوروبية.كوم (الإنجليزية)
- أنتوني كينغ على موقع كلية كرة السلة في سبورتس رفرنس.كوم (الإنجليزية)
- أنتوني كينغ على موقع ريلجم (الإنجليزية)
- أنتوني كينغ على موقع بروبوليرز (الإنجليزية)
- أنتوني كينغ على موقع سبورتس رفرنس (الإنجليزية)